# François Jaubert
Pour les articles homonymes, voir Jaubert.
Ne doit pas être confondu avec François Jaubert de Passa.
François, comte Jaubert et de l'Empire, né le 3 octobre 1758 à Condom (Gers) et mort le 17 mars 1822 à Paris, est un avocat et homme politique français, gouverneur de la Banque de France et membre de la Cour de cassation.

## Biographie
François Jaubert est le fils de Michel Jaubert et de Mlle Henriette Capot de Feuillide. Il épouse Élisabeth Secher.[Quand ?]
Avocat à Bordeaux, il est franc-maçon et lié aux girondins. Il entre au conseil général de la Gironde en l'an VIII. Il est l'un des familier de Jean-Jacques-Régis de Cambacérès qui lui ouvre la porte du Tribunat. Il en est le président lors de sa suppression en 1807 et jouera un rôle important dans l'accession à l'Empire du Premier Consul et dans les discussions sur le code civil. Il est également membre de la section des finances du Conseil d'État,.
La protection de Cambacérès lui permet alors de devenir Gouverneur de la Banque de France le 9 août 1807 à la suite de Crétet, devenu Ministre de l'Intérieur. À ce poste, il a entre autres la charge de surveiller les mouvements financiers consécutifs aux vicissitudes de la vie politique de la fin de l'Empire, comme le coup d'État du général Malet. En 1809, son nom est cité pour remplacer Crétet, malade, mais Fouché devient Ministre de l'Intérieur le 29 juin.
Remplacé par intérim en mars-avril 1814 par Louis Charles Thibon, il quitte la Banque de France à la Première Restauration pour la Cour de Cassation où il restera jusqu'à sa mort, à l'exception d'un retour au Conseil d'État pendant les Cent-Jours.
Il est inhumé au cimetière du Père-Lachaise (13e division).

## Titres
- Chevalier Jaubert et de l'Empire (accordé à la suite du décret le nommant membre de la Légion d'honneur en date du 26 frimaire an XII, lettres patentes du 24 avril 1808, Bayonne[11],[6]) ;
- Comte Jaubert et de l'Empire (accordé par décret du 19 mars 1808, lettres patentes du 22 novembre 1808, Burgos[11],[6]) ;

## Distinctions
- Légion d'honneur[12] :
  - Légionnaire (26 frimaire an XII : 18 décembre 1803), puis
  - Commandant (25 prairial an XII : 14 juin 1804), puis
  - Grand officier de la Légion d'honneur (6 janvier 1815).
- Commandeur de l'ordre de la Réunion[13] (1813) ;

## Armoiries
| Figure | Blasonnement |
|        | Armes du chevalier Jaubert et de l'Empire Champ d'azur au chêne d'or glandé d'argent, sur une champagne de sable ; une bande de gueules, chargée de l'étoile d'argent de la Légion d'honneur en date, brochant sur le tout. - Livrées : brun-verdâtre, rouge et blanc; le vert dans les bordures seulement. |
|        | Armes du comte Jaubert et de l'Empire D'azur ; au chêne d'or glandé d'argent, soutenu d'une champagne de sable ; à la bande de gueules chargée du signe des chevaliers, quartier des comtes conseillers d'État, brochant sur le tout. - Livrées : brun-verdâtre, rouge, et blanc.                           |